# Ecbolium strictum
Ecbolium strictum là một loài thực vật có hoa trong họ Ô rô. Loài này được O.Schwartz mô tả khoa học đầu tiên năm 1939.